# Fannia itatiaiensis
Fannia itatiaiensis är en tvåvingeart som beskrevs av Albuquerque 1956. Fannia itatiaiensis ingår i släktet Fannia och familjen takdansflugor. Inga underarter finns listade i Catalogue of Life.